# Arleen Sorkin
Arleen Sorkin (14. Oktober 1955 - 24. August 2023) var en amerikansk tegnefilmsdubber. Hun var bedst kendt som stemmen bag Harley Quinn i Batman: The Animated Series.

## Filmografi

### Film
| År   | Titel                                    | Rolle                                   | Noter           |
| ---- | ---------------------------------------- | --------------------------------------- | --------------- |
| 1983 | Trading Places                           | Woman at Party                          | Uncredited      |
| 1985 | From Here to Maternity                   | Judy                                    | Television film |
| 1986 | Odd Jobs                                 | Diner Waitress                          |                 |
| 1987 | Paul Reiser Out on a Whim                |                                         |                 |
| 1991 | Oscar                                    | Vendetti's Manicurist                   |                 |
| 1991 | Ted & Venus                              | Marcia                                  |                 |
| 1991 | I Don't Buy Kisses Anymore               | Monica                                  |                 |
| 1993 | Perry Mason: The Case of the Killer Kiss | Peg Ferman                              | Television film |
| 1993 | Batman: Mask of the Phantasm             | Ms. Bambi (voice)                       | Uncredited      |
| 1994 | It's Pat                                 | Herself                                 |                 |
| 2000 | Batman Beyond: Return of the Joker       | Harley Quinn / Harleen Quinzel (stemme) | Direct-to-video |
| 2004 | Comic Book: The Movie                    | Ms. Q (Studio Secretary)                | Direct-to-video |

### Tv
| År                                  | Titel                         | Rolle                                  | Noter                                    |
| ----------------------------------- | ----------------------------- | -------------------------------------- | ---------------------------------------- |
| - 1984–1990, - 1992, - 2006, - 2010 | Horton-sagaen                 | Calliope Jones                         | 427 episodes                             |
| 1986–1989                           | The New Hollywood Squares     | Panelist                               |                                          |
| 1987                                | The New Mike Hammer           | Traci Baskin                           | Episode: "The Last Laugh"                |
| 1987–1989                           | Duet                          | Geneva                                 | 50 episodes                              |
| 1989                                | Open House                    | Geneva                                 | Episode: "Parade of Homes"               |
| 1989                                | Family Feud                   | Herself                                | [ 1 ]                                    |
| 1990                                | Dream On                      | Donna di Angelo                        | Episode: "Angst for the Memories"        |
| 1990                                | Room for Romance              |                                        | Episode: "Fool's Good"                   |
| 1990–1992                           | America's Funniest People     | Co-host                                |                                          |
| 1991                                | Taz-Mania                     | Veronica (voice)                       | Episode: "Bewitched Bob"                 |
| 1992–1994                           | Batman: The Animated Series   | Harley Quinn / Harleen Quinzel (voice) | 9 episodes                               |
| 1997–1999                           | The New Batman Adventures     | Harley Quinn / Harleen Quinzel (voice) | 6 episodes                               |
| 1997                                | Superman: The Animated Series | Harley Quinn / Harleen Quinzel (voice) | Episode: "World's Finest" (Three-Parter) |
| 2000–2002                           | Gotham Girls                  | Harley Quinn / Harleen Quinzel (voice) | 25 episodes                              |
| 2003                                | Static Shock                  | Harley Quinn / Harleen Quinzel (voice) | Episode: "Hard as Nails"                 |
| 2003                                | Justice League                | Harley Quinn / Harleen Quinzel (voice) | Episode: "Wild Cards" (Two-Parter)       |
| 2004                                | Frasier                       | Rachel                                 | Episode: "Goodnight, Seattle: Part 2"    |

### Computerspil
| År   | Titel                            | Stemmerolle                    | Noter           |
| ---- | -------------------------------- | ------------------------------ | --------------- |
| 1994 | The Adventures of Batman & Robin | Harley Quinn / Harleen Quinzel | Sega CD version |
| 2001 | Batman Vengeance                 | Harley Quinn / Harleen Quinzel |                 |
| 2009 | Batman: Arkham Asylum            | Harley Quinn / Harleen Quinzel |                 |
| 2011 | DC Universe Online               | Harley Quinn / Harleen Quinzel | Final role      |

### Manuskriptforfatter
| År   | Titel           | Noter             |
| ---- | --------------- | ----------------- |
| 1997 | Picture Perfect | Screenplay, story |